# 사목

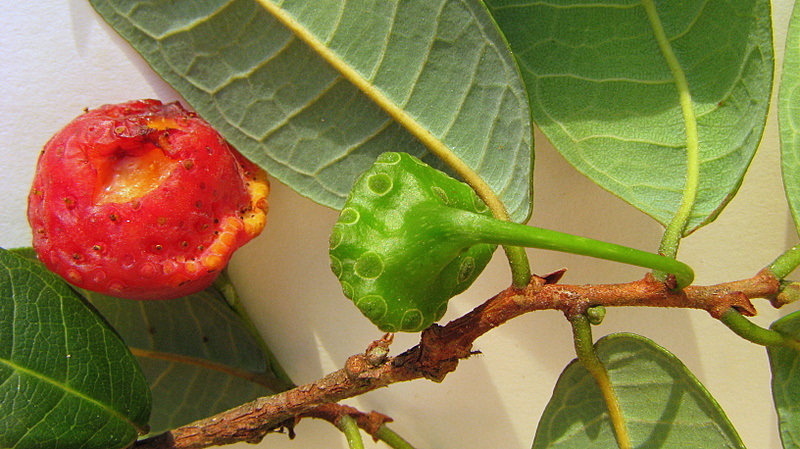
다 익은 열매와 익지 않은 열매

사목(蛇木, 학명: Brosimum guianense, snakewood, letterwood, leopardwood, amourette)은 뽕나무과 Brosimum속에 속하는 속씨식물 종이다. 멕시코, 중앙아메리카, 열대 남아메리카가 원산이다. 40미터에 도달하는 나무의 경우 킬로그램 당 30달러의 가격으로 판매된다.